# پروومایسک، استان میکولائیف
پروومایسک (به روسی: Первомайськ) شهری در استان میکولائیف در کشور اوکراین واقع شده‌است. جمعیت این شهر ۶۳,۳۷۷ نفر (۲۰۲۱ تخمینی)است.